# زمین‌لرزه ۱۹۳۲ خالیسکو
زمین‌لرزه خالیسکو  در تاریخ ۳ ژوئن ۱۹۳۲ میلادی، برابر با ‎۱۳ خرداد ۱۳۱۱، ساعت ۱۰:۳۶:۵۳ به زمان یوتی‌سی در مکزیک ، منطقه خالیسکو رخ داد. ژرفای این زلزله ۲۵ کیلومتر بود. بزرگی آن ۷٫۹ در مقیاس Mw اعلام شده‌است. زمین‌لرزه به وقت محلی در روز جمعه، ساعت ۴ روی داده و منطقه زمانی آن یوتی‌سی -۶ بوده‌است (با لحاظ تغییر ساعت تابستانی).
سازمان زمین‌شناسی آمریکا نیز جای این زمین‌لرزه را در مختصات ۱۹°۳۰′شمالی ۱۰۴°۱۵′غربی / ۱۹٫۵°شمالی ۱۰۴٫۲۵°غربی و بزرگی آنرا برابر با ۸٫۱ در مقیاس ریشتر اعلام کرده‌است. ژرفای گزارش شده از سوی این سازمان ۶۰ کیلومتر می‌باشد.
تعداد زخمیان ۴۰۰ نفر برآورده شده‌است.سونامی نیز در این زلزله گزارش شده‌است.